# Daouda Sall
Daouda Sall, svensk fotbollsspelare (mittfältare) född 7 juli 1977, 175 cm lång och väger 76 kg. Sall, med norduppländska Gimo IF som moderklubb, spelar sedan 2008 i Sandvikens IF i Division 2 Norra Svealand. Säsongen 2007 spelade Sall nio matcher från start (utbytt vid fyra tillfällen) och hoppade in i 11 matcher för Sirius i Superettan. Sall är känd för att inte vika ned sig i kampen på mittfältet, vilket renderade i inte mindre än sju gula kort under säsongen.

## Klubbar
- Gimo IF (moderklubb)
- Gamla Upsala SK
- Valsta Syrianska IK
- IK Sirius (2005-2007)
- Sandvikens IF (2008-)